# Melchior Bischoff
Melchior Bischoff (* 20. Mai 1547 in Pößneck; † 19. Dezember 1614 in Coburg) war ein deutscher evangelischer Kirchenlieddichter und Geistlicher.

## Leben
Melchior Bischoff, Sohn eines Schuhmachers, arbeitete seit 1568 an der Stadtschule in Rudolstadt als Lehrer und war danach als Kantor in Altenburg tätig. 1570 in seiner Heimatstadt zum Diaconus ernannt, wurde ihm 1574 von Visitatoren sein Amt entzogen, weil er die philippistischen Artikel nicht anerkannte. Nachdem er in Geckenheim sowie seit 1579 in Thundorf als Pfarrer tätig gewesen war, übernahm er eine Pfarrstelle in Franken. Nachdem die Philippisten gestürzt worden waren, wurde er 1585 in Pößneck als Pfarrer angestellt. 1590 wurde Bischoff nach Coburg berufen, um Hofprediger zu werden. Am 16. Dezember 1594 hielt er die Leichenpredigt für Elisabeth, die Gemahlin Herzog Johann Friedrichs, und am 16. November 1595 für Herzog Johann Friedrich selbst. Beider Leichname waren aus der österreichischen Gefangenschaft nach Coburg gebracht worden. Er wurde 1597 zum Superintendenten von Eisfeld und 1599 zum Generalsuperintendenten von Coburg ernannt. Am 16./17. September 1599 gab er der zweiten Ehe des Herzogs Johann Casimir (Sachsen-Coburg) mit Margarethe von Braunschweig-Lüneburg in Coburg den kirchlichen Segen. Bischoff dichtete mehrere Lieder, die in Coburger Gesangbüchern veröffentlicht wurden. Am 19. Juli 1620 hielt Melchior Bischoff die Leichenpredigt für den verstorbenen Herzog Friedrich Wilhelm I. Einige seiner Predigten wurden gedruckt und sind digital verfügbar.

## Werke
- Das Leben für uns in den Tod gegeben
- Vom ewigen Leben der Auserwelten Gottes: 8 Predigten (1597)